# Lose Control (Teddy Swims-låt)
"Lose Control" är en låt av den amerikanske sångaren och låtskrivaren Teddy Swims, släppt den 23 juni 2023 som den andra singeln från hans debutalbum "I've Tried Everything but Therapy (Part 1)".
Låten, producerad av Ammo och Julian Bunetta, blev Swims första att nå Billboard Hot 100, där den debuterade på plats 99 och nådde förstaplatsen i mars 2024 efter en 32 veckor lång klättring – den längsta i listans historia. Den tillbringade totalt 48 veckor i topp tio och rankades som nummer ett på Billboard Year-End Hot 100 för 2024.
Internationellt toppade "Lose Control" listorna i bland annat Belgien, Bulgarien, Schweiz, Luxemburg och Island. Den har certifierats som diamant i Frankrike och platina eller högre i fjorton andra länder.
Teddy Swims har beskrivit låten som en reflektion över kärlekens beroendeframkallande natur och känslan av att tappa kontrollen när relationer blir svåra.
Vid MTV Video Music Awards 2024 nominerades "Lose Control" i kategorierna Årets låt, Bästa alternativa video och Push-framträdande. Vid Billboard Music Awards samma år vann låten utmärkelserna för Top Hot 100 Song och Top Radio Song.
Flera versioner av "Lose Control" har släppts, inklusive liveframträdanden, stråk- och pianoversioner, samt remixer av bland annat Tiësto och Goddard.